# 邵煉
邵煉（1487年—1570年），字悳成，浙江紹興府餘姚縣人，竈籍，明朝政治人物。

## 生平
正德十四年（1519年）己卯科浙江鄉試第四十九名舉人。正德十六年（1521年）中式辛巳科第三甲第五名進士。历官雲南按察司佥事，臨沅民苗错居，號難治，邵煉結以恩信，皆悦服。土酋搆乱，前往招撫，旬日而定。嘉靖九年（1530年）五月升本省副使，整饬临安兵备，告病归乡，卒年八十四。

## 家族
曾祖邵偉；祖父邵有容；父邵蒙，曾任七品散官。母沈氏。具庆下。弟邵炫；從弟邵烨，同科進士；邵熠，南京光禄寺監事；焲、焞、炤、烈、耿、爚、焵、熇、逖、熷、爌。